# Cascades Maletsunyane
Les cascades Maletsunyane són unes cascades de 192 m d'altura situades a Lesotho. Es troben a prop de la ciutat de Semonkong (Lloc de fum), que també es diu així per les cascades. Les cascades es troben al riu Maletsunyane i cau per un cingle de basalt del Triàsic-juràssic.
La caiguda d'aigua crea un ressò reverberant, i la llegenda local diu que el so prové del lament de les persones que s'han ofegat en les cascades.